# Gatunek akcesoryczny
Gatunek akcesoryczny – typ stałości gatunku w zgrupowaniu wykorzystywany w badaniach zoocenologicznych. Odnosi się do gatunku o frekwencji mieszczącej się w przedziale 26-50%.